# De Moraes (månekrater)
De Moraes er et nedslagskrater på Månen. Det befinder sig på den nordlige halvkugle på Månens bagside og er opkaldt efter den brasilianske astronom Abrahão De Moraes (1916 – 1970).
Navnet blev officielt tildelt af den Internationale Astronomiske Union (IAU) i 1979.

## Omgivelser
De Moraeskrateret ligger nordøst for det større Bridgmankrater og sydvest for Van Rhijnkrateret.

## Karakteristika
Dette er en nedslidt kraterdannelse, som er blevet udjævnet og afrundet efter lang tid, hvor det er ramt af mindre nedslag. Små, men bemærkelsesværdige kratere ligger over randen og de indre vægge på den nordøstlige og nordvestlige side, og der findes en skrå hulning i den østlige rand. Den indre kraterbund er næsten uden særlige træk og kun mærket af nogle få småkratere.

## Satellitkratere
De kratere, som kaldes satellitter, er små kratere beliggende i eller nær hovedkrateret. Deres dannelse er sædvanligvis sket uafhængigt af dette, men de får samme navn som hovedkrateret med tilføjelse af et stort bogstav. På kort over Månen er det en konvention at identificere dem ved at placere dette bogstav på den side af satellitkraterets midte, som ligger nærmest hovedkrateret. De Moraeskrateret har følgende satellitkratere:
| De Moraes | Længde  | Bredde   | Diameter |
| --------- | ------- | -------- | -------- |
| S         | 48,9° N | 140,7° Ø | 45 km    |
| T         | 49,3° N | 139,5° Ø | 46 km    |

## Måneatlas
- De Moraes i Lpi-måneatlasset Arkiveret 4. marts 2016 hos  Wayback Machine